# Герб Сен-Жосс-тен-Ноде
Герб Сен-Жосс-тен-Ноде був присвоєний брюссельській комуні Сен-Жосс-тен-Ноде 3 березня 1914 року.

## Геральдичний опис
Опис герба звучить так:
Секції: 1, у синьому срібний замок; 2, червоного кольору, у правій частині золотий жебрацький мішок, у лівій частині золота кисть і листя винограду. Геральдичний девіз: Союз – це сила.
Герб розділений на дві частини: срібний замок у верхній частині на блакитному тлі. У нижній частині, повністю червоній, дві частини: у першій міститься золотий мішечок для оберегів. Цю частину можна розглядати як промовистий герб, тому що жебрак потребує.  У другому – золоте гроно винограду із золотим листям. Стрічка навколо герба з девізом L'Union fait la force.

## Історія
Муніципалітет Сен-Жосс-тен-Ноде став окремою комуною у 1795 році. У 1837 році комуна отримала герб міністерським циркуляром і офіційно подала заявку на герб у 1890 році. Під час нагородження в 1914 році був доданий девіз. Герб містить символи історії муніципалітету: замок символізує замок, де проживали герцоги Бургундії. Гроно винограду символізує виноградники, які були посаджені біля замку. 